# Familia O'Neill
La dinastía Ó Néill (anglicanizada como O'Neill) es un linaje de origen gaélico irlandés, titular de numerosas posiciones y títulos en Irlanda y en otros lugares. Como Reyes de Cenél nEógain, son históricamente la familia más prominente de los Uí Néili del norte, junto con las dinastías de Ó Dónaill, Ó Dochartaigh y Ó Donnghaile (la cabeza de los Ó Donnghaile sigue siendo mariscal hereditario de las fuerzas O'Neill). Los Ó Néills afirman que sus antepasados fueron reyes de Ailech durante la Alta Edad Media, como descendientes de Niall de los Nueve Rehenes.
Dos de sus progenitores fueron Reyes Supremos de Irlanda, Niall Glúndub (de quien toman su nombre) y Domnall ua Néill. De 1185 hasta 1616, los Ó Néills fueron Reyes soberanos de Tír Eógain, controlando territorios en el norte de Irlanda; particularmente alrededor de los actuales Condados de Tyrone,Londonderry y Antrim. Después de que su reino fue fusionado con el Reino de Irlanda y sus territorios expropiados durante la Plantación de Úlster,  estuvieron implicados en numerosos acontecimientos significativos, como la rebelión de Tyrone, la Fugade los Condes, la Rebelión irlandesa de 1641 y las guerras Confederadas.

## Convenciones de nombre
| Varón   | Hija (Largo)   | Hija (Corto) | Mujer (Largo) | Mujer (Corto) |
| ------- | -------------- | ------------ | ------------- | ------------- |
| Ó Néill | Iníon Uí Néill | Ní Néill     | Bean Uí Néill | Uí Néill      |

## Orígenes
El linaje Ó Néill afirma descender de Niall Glúndub, rey de Ailech en el siglo X y Rey Supremo de Irlanda. Niall pertenecía a la familia de los Cenél nEógain, dentro de los Uí Neill del norte.El primero en adoptar el apellido patronímico fue el bisnieto de Niall Glúndub, Flaithbertach Ua Néill.
El linaje no es mencionado en fuentes históricas no irlandesas entre los años 1080 y los años 1160. En 1167, el Rey de Irlanda Ruaidri Ua Concobhair marchó al norte y dividió el reino de Ailech en dos. La porción al norte de Slieve Gallion, fue entregada a Niall Mac Lochlainn (McLaughlin), mientras que el sur se entregó a Áed Ua Néill. Después de esto, ambas dinastías pelearo por Tír Eoghain hasta la batalla de Caimeirge en 1241, donde los Ó Néills derrotaron a los Mhic Lochlainn.

## O'Neill de Tyrone
Después de 1241, el Ó Néill el apellido dominó y desplazó a otros linajes, utilizando la disrupción de la invasión normanda de 1169 a su beneficio. La invasión Bruce de Irlanda devastó el condado normando de Úlster, que dominaba la parte oriental de la provincia y su costa norte hasta Derry. Su colapso en 1333 permitió a una de las ramas de los Ó Néill, que mantenía buenas relaciones con los normandos, los Clann Aodh Buidhe, ocupar el vacío de poder y controlar grandes extensiones en el Úlster oriental.
Los dominantes líderes gaélicos e hiberno-normandos estaban en un nivel similar al de sus contemporáneos  medievales en cuestiones de educación, comercio internacional, y diplomacia. Los Ó Néills mantuvieron relaciones familiares con los Fitzgeralds, tanto los Condes de Kildare como Condes de Desmond; los Condes de Pembroke a través del matrimonio entre la casa de Clare y la casa irlandesa de Diarmuid, Rey de Leinster; y el MacDonnells, Bissetts, MacLeans, y Campbell.
En 1171, Enrique II de Inglaterra llegó a Irlanda para eliminar la autoridad de los señores ingleses en Irlanda. Se entrevistó con los principales reyes irlandeses principales y recibió sus promesas de lealtad. Durante la Edad Media, los Ó Néills estuvieron activos políticamente y militarmente en toda Irlanda, enviando ocasionalmente sus hombre a luchar en Irlanda y en campañas en Europa. De 1312 a 1318, sus reyes fueron firmes seguidores de Robert de Brus y su hermano Edward. Enviaron tropas y apoyaron a Edward en su intento de convertirse en Rey de Irlanda en 1315. En 1394 Ricardo II de Inglaterra llamó al reyNiall Mor "Le Grand O'Neill" a una reunión amistosa. En el siglo XIV Eduardo III de Inglaterra llamó a Tyrone "el O'Neill Grande" y le invitó a unirse a él en una campaña contra los escoceses, y otro príncipe O'Neill acompañó al rey inglés en una cruzada a Tierra Santa. En 1493, Enrique VII de Inglaterra se refirió a Henry O'Neill, Rey de Tyrone, como "el Jefe de los reyes irlandeses" y le dio un regalo de livery.
El estatus de independencia de los O'Neill dentro del Úlster comenzó a cambiar con el ascenso de Enrique VIII en Inglaterra en 1509. Poco después de acceder al trono inglés, Enrique decidió extender su poder en Irlanda vía una reputada bula papal que afirmaba conceder el Señorío de Irlanda a los reyes ingleses. Esto se vio incrementado por la rebelión de Silken Thomas FitzGerald en 1537. Los O'Neill apoyaron a sus primos de la dinastía Fitzgerald en la rebelión y tuvieron que maniobrar políticamente para evitar que los ingleses les arrebataran su poder en el Úlster tras el fracaso de la rebelión. Enrique inició una política para reducir el poder de los reyes irlandeses al mismo rango y estructura de la nobleza inglesa. En la política llamada de Rendición y reconcesión los monarcas irlandeses fueron obligados a entregar sus títulos y tierras independientes a Enrique, que, a cambio, les creaba Condes del Reino de Irlanda y les "concedía" las tierras que anteriormente eran suyas. El último Rey de Tyrone y primer conde fue Conn Bacach O'Neill, que recibió la concesión de Enrique en 1542 en la creación del Reino de Irlanda. Conn quiso ser nombrado Conde del Úlster, pero Enrique rechazó concederle ese honor por las guerras pasadas entre Conn y la corona.  El condado de Tyrone fue finalmente concedido en 1542.  La sumisión de Conn O'Neill llevó a una guerra civil de 50 ños en el Úlster que finalmente provocó la pérdida del poder de los O'Neill en 1607 con la partida del tercer conde al exilio en Roma.
Shane O'Neill, conocido como Seán an Díomais o Shane el Orgulloso (1530–1567), el primogénito superviviente y legítimo de Conn Bacach O'Neill, fue llamado Príncipe de Tyrone, Príncipe de Úlster, y Dux Hibernicorum (Príncipe de Irlanda) por sus pares europeos. No comparta la moderación que su padre había mantenido con los ingleses y mantuvo continuas guerras con el Lord Teniente de Dublín. Un acta del Parlamento inglés en 1562 concedía a Shane O'Neill el título inglés de Lord O'Neill hasta que sus reclamaciones sobre las propiedades de su padre fueran resueltas. El acta en que se nombraba a Shane el segundo Conde de Tyrone fue redactada, pero parada en Dublín. Shane se rebeló y fue asesinado antes de poder ser investido y en 1569, el attainder para Shane O'Neill prohibió el uso del título de O'Neill Mór.
El título El O'Neill Mór no era patrilineal ni hereditario, sino que era conferido al hombre elegido e inaugurado para gobernar Tír Eoghain. El título no estaba limitado a ninguna familia concreta de Tyrone, ya que al menos dos jefes Clannaboy había servido como O'Neill Mór. Aun así, unas pocas familias reclamaban los derechos de O'Neill de Tyrone. Estos candidatos descendían del último Rey e hijos del primer Conde (Conn): Shane, Ferdocha (Mathew), y Phelim Caoch; incluían O'Neill de Corab, O'Neill de Waterford, McShane-Johnson O'Neill de Killetragh, y O'Neill de Dundalk, así como la primogenitura del Marqués de Larraín que todavía utilizaba el  título de Príncipe de Tyrone. Todos descendían  de uno de los últimos jefes de los O'Neill de Tyrone.
A la muerte de Shane, su tanist y primo, Turlough Luineach O'Neill se convirtió en el principal jefe del Úlster. Turlough Era el hijo de un tío de Conn Bacach, y era el cuarto hijo de Niall Connallach macArt óg O'Neill, Tanist de Tyrone (1519–1544).  Turlough asumió la posición del O'Neill Mor y la conservó con muchas luchas hasta su muerte en 1595. Durante su jefatura, Turlough se enfrentó inicialmente a los hijos de su predecesor Shane, los MacShanes, pero poco después firmó una paz con ellos, concediéndoles el tercio oriental de sus tierras (Glenconkeyn y partes de Tir Eoghan a lo largo del lado occidental de Lough Neagh) a cambio de su lealtad militar. MacShanes Conn y su hermano Shane sirvieron como tanists de Turlough en diferentes momentos. Al mismo tiempo, Turlough batallaba contra el ascendiente Barón de Dungannon, Hugh Rua O'Neill que fue enviado al Úlster como contrapeso al poder de Turloughpor los ingleses. Hugh Rua finalmente fue nombrado conde de Tyrone y a la muerte de Turlough consiguió el título de O'Neill Mor.
Tras casi una década de guerra contra los ingleses, Hugh O'Neill, Conde de Tyrone, se rindió en 1603, pocos días después de la muerte de su enemiga la Reina Isabel II. Hugh permaneció otros cinco años en Úlster como Conde.  Pero después de numerosas amenazas de muerte, partió en secreto hacia la costa francesa en 1607, en lo que ha sido conocido como la Fuga de los Condes. Hugh continuó utilizando su título después de tras su huida al Continente, a pesar de un acta del parlamento irlandés lo había anulado un año más tarde. Lo mismo hizo su hijo Shane, que en su testamento dejó el título a su único, aunque ilegítimo hijo Hugo Eugenio O'Neill a su muerte en 1641 al frente de su regimiento en España. Otros descendientes españoles de Hugh Rua continuaron utilizando el título y comandando el regimiento irlandés del Úlster Regimiento en el Ejército español en el siglo XVII.
La baronía de Dungannon fue creada en 1542 como título designado para el heredero declarado del condado. Ferdocha o Mathew O'Neill, hijo natural de Conn Bacach el I conde, fue el primer en usar el título de Barón Dungannon. La línea que descendía de Mathew mantuvo el Barón de Dungannon como uno de sus títulos junior al menos hasta la muerte de Don Eugenio O'Neill, Conde de Tiron en 1695.  Había otros títulos en el testamento de Don Juan (John/Shane/Sean) O'Neill, Conde de Tyrone en 1660. Incluyen: Vizconde de Tyrone, Vizconde de Montoy, Barón de Strabane, y Señor del Clannaboy. Hay un relato posterior de los O'Neill adquirendo el título condal de Clanawley. Pese a que el título de Barón de Dungannon se preservaba tradicionalmente junto al título de Conde de Tyrone, no es actualmente usado por ningún miembro de la extendida familia O'Neill.
Otro de los más famosos O'Neill de Tyrone fue Eoghan Rua Ó Néill, anglicanizado como Owen Roe O'Neill (c. 1590–1649), un brillante comandante militar y uno de los más famoso O'Neill del Úlster. Era hijo de Art O'Neill, hermano más joven del conde de Tyrone. Abandonó Irlanda en su juventad en la Fuga de los Condes para huir de la conquista inglesa del Úlster. Creció en los Países Bajos españoles y pasó 40 años en el regimiento irlandés del Ejército español, principalmente en la guerra de los Ochenta Años luchando contra la República holandesa en Flander, destacando en el asedio de Arras, donde mandó la guarnición española. O'Neill era, como muchos oficiales irlandeses gaélicos al servicio de España, hostil a la invasión protestante inglesa de Irlanda. Regresó a Irlanda durante la Rebelión irlandesa de 1641 para mandar el Ejército católico para durante las guerras confederadas de Irlanda. Se dice que fue envenenado por agentes de Cromwell y murió en 1649.

## Slight-Arte O'Neill
Esta es otra rama de los O'Neill de Tyrone que nació a mediados del siglo XV. El nombre se traduce como "de la rama de Art". Eoghan Mór O'Neill (Owen el Grande), Rey de Tír Eoghan (Tyrone) de 1432 a 1456 tuvo cuatro hijos, cada uno de los cuales iniciador de su propia estirpe. Su primogénito, Henry, fue Rey de Tyrone de 1455 a 1489 y fue el abuelo de Conn Bacach. Aodh, su segundo hijo empezó la línea de los Fews. Art, su tercer hijo, fue Rey de Tyrone en 1509–1514. Esta rama de la familia tenía sus tierras en Tyrone occidental y estaba típicamente a cierta distancia de los O'Neill que vivían en torno a la capital de Dungannon. Art fue incapaz de elevar su hijo al trono, pero su nieto fue Sir Turlough Luineach Ó Neill, El O'Neill Mor 1567–1593, Conde de ClanConnell, y rey de jure Tyrone en el complicado periodo de los año 1570. En su lecho de muerte transmitió su jefatura a su primo Hugh Mór O'Neill, el Conde de Tyrone. Esa familia, tras la muerte de Sir Turlough, se mostró hostil al Conde y a menudo colaboró con los ingleses en los conflictos con el resto de O'Neill de Tyrone.

## O'Neill de Clanaboy

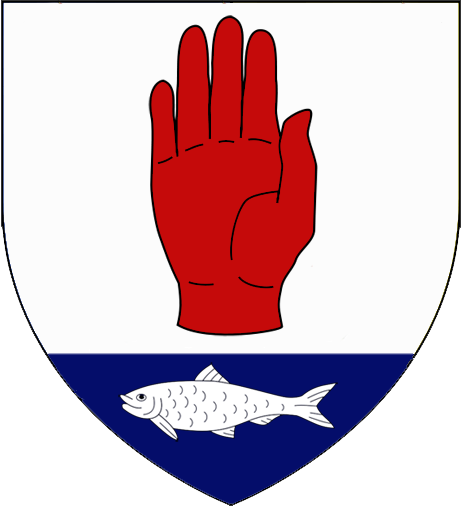
O'Neill de Clanaboy.

Aodh Buidhe, hijo de Domhnall Óc Ó Néill, nieto de Aodh Méith O'Neill (Hugh el Gordo), y bisnieto de Áed an Macáem Tóinlesc, todos reyes de Cenél nEógain de los Uí Néill del norte, fue antepasado de los Ó Néill Cloinne Aodha Buidhe, o línea de los O'Neill Clanaboy. Había acordado con los condes normandos del Úlster que permitieran a  sus hijos, particularmente a Briain, consolidar el poder de los Ó Néill en el norte a expensas de los O'Donnell. Aodh Buidhe se casó con Eleanor de Nangle, pariente de su enemigo, Walter de Burgh, conde de Úlster y Jocelyn de Angulo; Aodh murió en 1283. El linaje que estableció permaneció como senior entre los Ó Néill, convirtiéndose en semiindependiente con un territorio propio. Habiendo ayudado a los barones anglo-normandos en una rebelión contra su señor, el Conde de Úlster, la familia recibió tierras fuera del norte, en Úlster en lo que ahora es el Condado de Antrim. Ese fue el establecimiento oficial  del Señorío de Cloinne Aodha Buidhe, o los O'Neill de Clandeboye, aunque los ingleses retuvieron el control sobre el muy reducido condado de Úlster.
La familia luchó en ambos bandos de las guerras que asolaron Irlanda entre las décadas de 1530 a 1690, que concluyó con una significativa pérdida de territorios e influencia para las familias gaélicas debido a las alianzas políticas y a la afluencia de nuevas familias colonizadoras desde Escocia e Inglaterra.
A comienzos del siglo XVIII Féilim Ó Néill (Felix O'Neill), varón sénior de la línea de Brian Ballach Ó Néill, segund hijo de Niall Mór Ó Néill, fue desposeído de por vida de todas sus propiedades tras la confiscación aplicada por las Leyes Penales, lo que le llevó a emigrar a Francia. Fue oficial de caballería y participó en muchas batallas con la Brigada irlandesa del Ejército francés. Luchó con los franceses contra británicos, austríacos, y holandeses (durante la Guerra Sucesión española), en la célebre Batalla de Malplaquet, donde murió el 11 de septiembre de 1709.[1][2]
Su hijo Conn (Constantine) O'Neill fue un oficial que pasó su vida exiliado en Francia y se casó con Cecilia O'Hanlon. Su primogénito, João O'Neill (Shane O'Neill), nació en Richhill Village en la parroquia de Kilmore, Tyrone, y murió en Santos o Velho, Lisboa, el 21 de enero de 1788. Abandonó Francia con sus hermanos y estableció su línea noble permanentemente en el Reino de Portugal. Fue la cabeza titular de la dinastía de Clanaboy O'Neill, cuya familia ha vivido en Portugal nunca desde entonces. La cabeza actual de la familia Clanaboy O'Neill, un descendiente de João, es el noble portugués Hugo Ricciardi O'Neill, hijo de Jorge Maria O'Neill; la familia ha destacado en la historia moderna de Portugal.
La descendencia de Sir Henry Ó Néill, al que había sido "concedido" la finca de Edendubhcarrig y la mayoría de las tierras de Cloinne Aodha Buidhe por aceptar las costumbres inglesas y convertirse al anglicanismo, murió en 1855. En esta época, el barrister Charles Henry Ó Néill de los Ó Néills de los Feeva, descendiente del último Tánaiste de Clanaboy, el tío de Sir Henry, Con Mac Brian Ó Néill, se convirtió oficialmente en El Ó Néill Clanaboy. De hecho tanto Sir Henry y como su hija Rose legaron la propiedad de Castillo del Shane a los descendientes del Príncipe Con mac Brian. Mientras Charles Henry asumió el título, las propiedades de los Clanaboy Ó Néill pasaron a William Chichester a través de su abuela Mary Ó Néill – un movimiento altamente discutido. Charles Henry Ó Néill tuvo un único descendiente, una niña llamada Elizabeth Catherine Theresa Mary Ó Néill, en 1845, durante la Gran Hambruna. Desde la muerte de Charles Henry Ó Néill hasta que Jorge O'Neill asumió la jefatura, la familia no tuvo ningún jefe.
En 1896 Jorge O'Neill de Portugal entregó su genealogía a Somerset Herald en Londres. Cinco años más tarde, Sir Henry Farnham Burke, de Somerset Herald declaró en 1900 que el único linaje presentado que muestra descendencia masculina lineal de la Casa de O'Neill, Monarcas de Irlanda, Reyes de Úlster, y Príncipes de Tyrone y Claneboy, es el registrado por Jorge O'Neill de Lisboa. Se le reconoció entonces como representante de la Casa de O'Neill y como representante del condado creado en 1542, bajo cartas de patente emitidas por el Colegio Inglés de Heráldica. Más tarde, fue reconocido también por otras instituciones y, finalmente, el papa León XIII, el Rey de España, y el Rey de Portugal reconocieron a Jorge O'Neill como el Príncipe de Clanaboy, Tyrone, Úlster, Conde de Tyrone, y Cabeza de la Casa Real de O'Neill y toda sus ramas. El nieto de Jorge y actual Príncipe de Clanaboy, Hugo, no ha mantenido la reclamación por toda la Casa O'Neill por respeto a sus primos de otras líneas.
Hugo Ricciardi O'Neill es oficialmente reconocido por las oficinas de armas de Europa como Príncipe y Conde de Tyrone. Utiliza el título y nombre de O'Neill de Clanaboy.  El nombre Clanaboy (o Clandeboye) es una corrupción del nombre familiar gaélico de 'Cloinne Aodha Buidhe' o 'Familia de Hugh del pelo claro'.

## O'Neill del castillo de Shane
El castillo en Edenduffcarrick conocido ahora como el castillo de Shane ha sido una pieza clave dentro del clan Clannaboy. Shane MacBrien O'Neill cambió el nombre al castillo de Shane en 1722. Tras la Plantación del Úlster, algunas familias O'Neill se convirtieron a la Iglesia de Irlanda y casaron con la nueva nobleza proveniente de Inglaterra. Tal es el caso de Mary O'Neill, hija de Henry O'Neill del castillo de Shane, y Arthur Chichester.  A través de este matrimonio, los actuales Barones del castillo de Shane se enlazan con la familia real de O'Neill. El título actual de Barón O'Neill del castillo de Shane es un título nobiliario británico. Fue creado en 1868 para el compositor musical William O'Neill. William nacido Chichester, heredó las propiedades de su primo John Bruce Richard O'Neill, III vizconde O'Neill, en 1855 (tras cuya muerte se extinguió el vizcondado y la baronía de O'Neill) y asumió por licencia Real el apellido de O'Neill, a pesar de no ser descendiente por línea masculina de un O'Neill, hija de Henry O'Neill del castillo de Shane. Lord O'Neill era el retatarabuelo de  John Chichester, hermano menor de Arthur Chichester, II conde de Donegall. Ambos eran sobrinos de Arthur Chichester, I conde de Donegall, y nietos de Edward Chichester, vizconde Chichester.

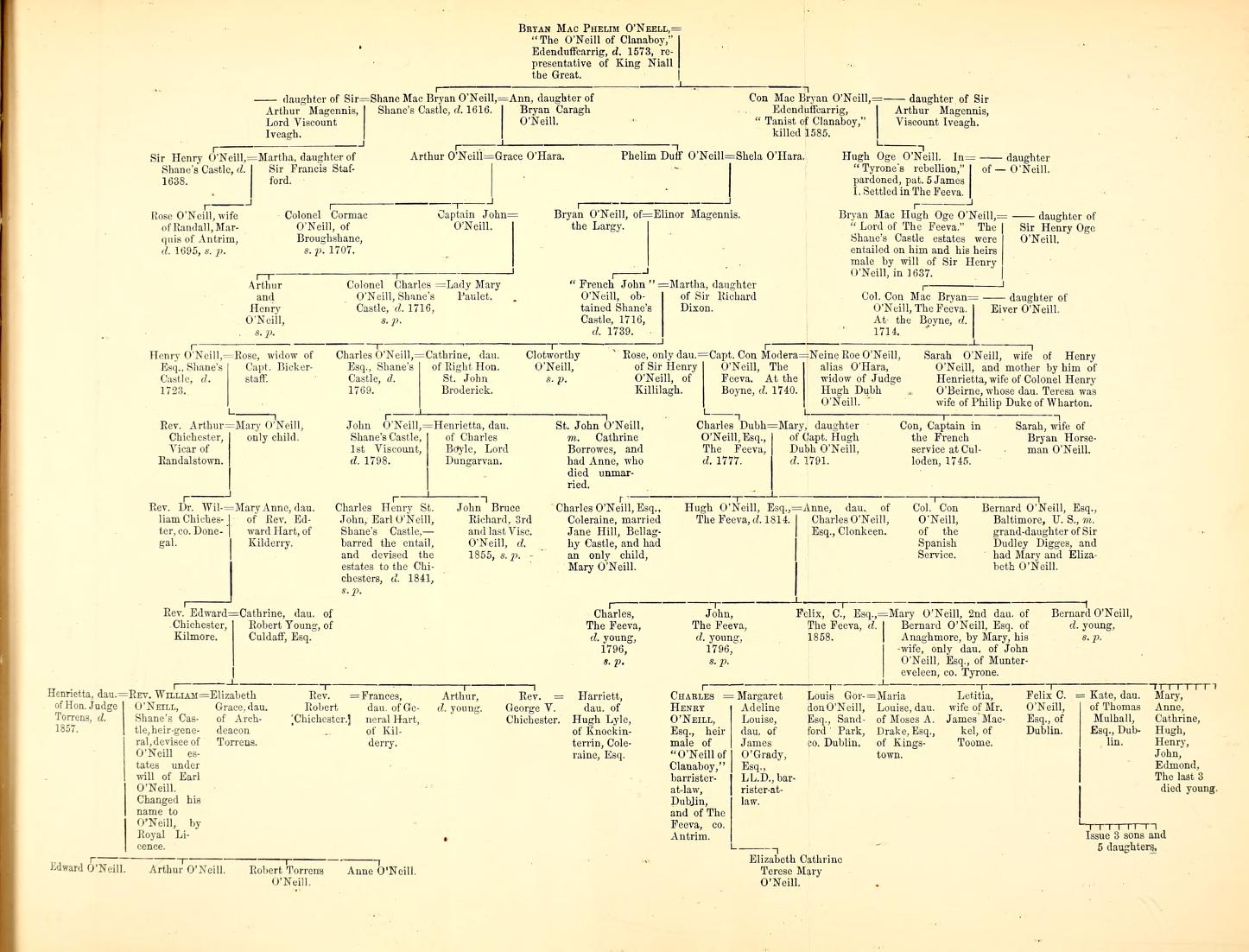
O'Neill Conroy árbol familiar

Su primogénito y heredero aparente, Arthur O'Neill, representó a Antrim Mid en la Cámara de los Comunes como Conservador de 1910 hasta 1914, cuando murió en acción durante la Primera Guerra Mundial. El segundo Barón fue sucedido por su nieto Shane, III Barón O'Neill. Murió en acción en Italia durante la Segunda Guerra Mundial. Su mujer más tarde se volvió a casar con el famoso novelista Ian Fleming.
En 2017 el título era llevado por su hijo, Sir Raymond O'Neill que le sucedió en 1944. Otros dos miembros de la familia O'Neill elevados al rango de nobleza fueron Hugh O'Neill, I Barón Rathcavan, hijo más joven del segundo Barón O'Neill, y Terence O'Neill, Barón O'Neill del Maine, Primer ministro de Irlanda del Norte y hermano más joven del tercer Barón. La sede familiar es Shane Castle, cerca de Randalstown, Condado Antrim.

## O'Neill de los Fews
"Los Fews" (en irlandés: na Feadha) es una área en Condado Armagh que fue un territorio de los O'Neill de Tyrone y que abarca aproximadamente la extensión de la parroquia de Creggan. Esta rama O'Neill está relacionada con los O'Neill de Tyrone a través del rey Eoghan Mor, circa 1432–1436. El hijo más joven del rey Aodh (Hugh) invadió el territorio conocido como los Fews y conquistó sus señoríos independientes. Aodh se estableció entonces como jefe independiente bajo su padre y luego bajo su hermano.

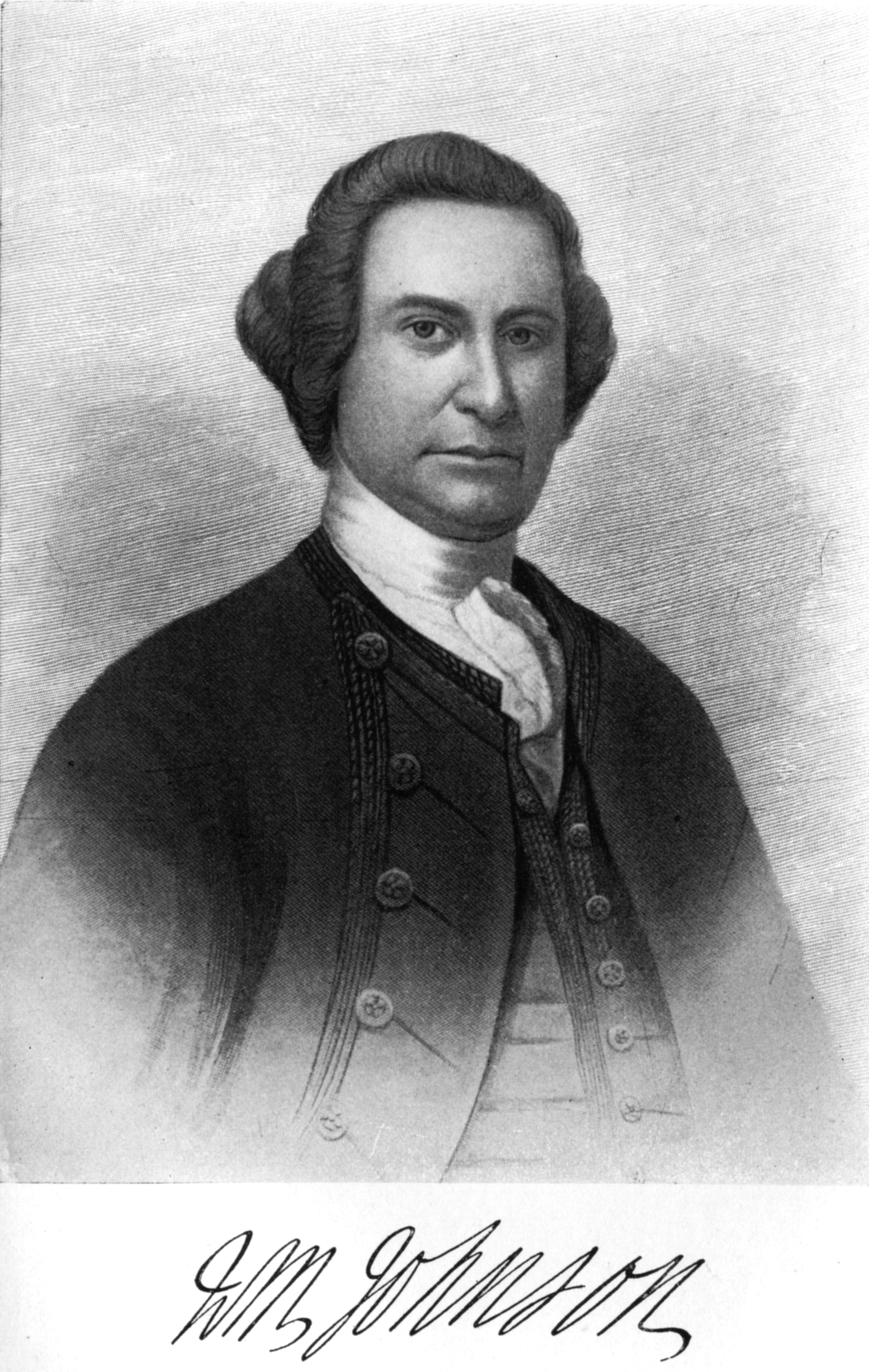
Sir William Johnson, 1.º Baronet de Nueva York.

En la rebelión de 1642, Sir Henry O'Neill, miembro de los O'Neill de los Few, se alineó con la Corona inglesa mientras sus hijos y hermanos jugaron una parte prominente en la rebelde. A pesar de su elección de bandos sus tierras fueron confiscadas y repartidas entre los colonos Cromwellianos. El jefe beneficiario fue Thomas Ball, que recibió concesiones por más de 6,000 acres (24 km²). Sir Henry O'Neill fue desterrado a Connacht, para desembarcar en el Condado de Mayo, Irlanda. Exiliado con él iba su Capitán Sean/Shane O'Neill. Los hijos de Shane tomaron el apellido MacShane, o hijo de Shane.  Su nieto William anglicanizó el nombre a Johnson. Fue un importante general en el Ejército Colonial americano y luchó contra los franceses en Niagara, Nueva York en la guerra franco-india. Por sus significativa trayectoria recibió la baronía y fue nombrado Sir William Johnson, 1.º Baronet de Nueva York en 1753. El actual titular de aquella propiedad es Sir Colpoys Johnson, 8.º Baronet de Nueva York.
Cuando comenzó la Guerra Guillermita en Irlanda en 1689, el hijo de Sir Henry O'Neill, Turlough murió, así como el hijo de Turlough, Con. El heredero de las propiedades familiares en mayo era el hijo de Con, que era un menor y había sido enviado a Francia para su educación. Pese a no participar en la guerra, las propiedades de O'Neill fueron expropiadas por la Corona. Henry (1676-1745) debería haber recuperado las tierras confiscadas; sus parientes en el continente temían enviarle de vuelta a Irlanda para reclaar sus tierras y las propiedades fueron finalmente vendidas en 1702-3. Henry tuvo una carrera heroica en el ejército francés, ascendiendo a Teniente Coronel en el Regimiento de Clare. Murió en la Batalla de Fontenoy en mayo de 1745, a los 69 años. Henry fue el último candidato indisputado al señorío del Fews.
Algún familias O'Neill reclaman descender de este Henry O'Neill, pero la documentación contemporánea indica que murió sin descendencia. Tras la muerte de Henry, Felix O'Neill  (c1720-1792) fue señalado por contemporaries como la persona a quien legalmente correspondía el Señorío del Fews. De hecho, Felix se consideró que Félix tenía una reclamación válida a la jefatura del clan O'Neill al completo.
Felix O'Neill nació en Creggan en Armagh. Descendía de Aodh Buidhe O'Neill, hermano de Sir Henry O'Neill. Felix dejó Irlanda para hacer carrera en el Ejército español y es recordado para su rescate de Charles Edward Stuart ("Bonnie Prince Charlie") tras la Batalla de Culloden. Felix se convirtió en teniente general del Ejército español, donde hicieron carrera sus cuatro hijos. El hijo más joven Juan O'Neill (1768-1809) casó con Vincenta Gual y Vives de Cananas de Palma, Mallorca, permitiendo que esta línea de la familia llegara hasta nuestros días en Mallorca y Argentina.
Una reclamación contraria a esta línea fue presentada por el español Don Carlos O'Neill, Marqués de la Granja, descrito como "el Príncipe del Fews". Afirmaba descender directamente del último "Señor del Fews" indisputado, Henry O'Neill a pesar de que la evidencia contemporánea muestra que Henry no tuvo descendencia. Mientras el enlace preciso de la familia a los históricos O'Neill de los Fews permanece oscuro, su linaje puede ser trazado hasta un tal 'Red' Henry O'Neill y su esposa Hanna O'Kelly, la hija del conejero John O'Kelly de Keenagh, Condado Roscommon, cuyos niños se trasladaron España en las décadas de 1750 y 1760.

## MacShane O'Neill
La rama de McShane es una rama estrechamente relacionada con los O'Neill de Tyrone. Cuando Shane O'Neill, Príncipe de Tyrone y jefe de todos los clanes O'Neill, fue asesinado en 1567, tenía unos diez descendientes varones de sus varias mujeres y amantes.  Como grupo eran muy jóvenes. Durante su vida, Shane reclamó el legítimo patrimonio de sus hijos en sus nombres y por ello fueron criados en las cortes de sus abuelos y tías tras su muerte. Estas casas incluían las familias O'Donnell, Maguire, O'Quinn, MacDonald, y MacLean. Dieciséis años más tarde en 1583 una confederación de los hermanos se reunió en la corte de su tío, el Jefe del clan MacLean en las costas escocesas. Recibieron un ejército de más de 2000 escoceses para regresar a Úlster e intentar recuperar las propiedades y títulos de su padre. Su invasión cogió a los ingleses y a los jefes irlandeses O'Neill por sorpresa, creando una zona de influencia en el oriente del Úlster, junto a los MacDonald de Antrim. En un intento de caracterizarles, los ingleses comenzaron a referirse a los hermanos como los Mac-Shanes, "los hijos de Shane". Lucharon durante siete años contra Sir Turlough O'Neill, el O'Neill Mor, y el ascendiente Barón de Dungannon y posteriormente Conde de Tyrone, Hugh Rua O'Neill. Los hermanos recibieron un duro golpe en 1590 cuando el Conde de Tyrone capturó y colgó a tres de los hermanos. El conde logró capturar y encarcelar a otros tres a lo largo de la década hasta que sólo dos o tres de los Mac Shane y sus hijos quedaron ocultos en el bosque de  Glenconkeyne en Tyrone oriental. Dos hijos de Con MacShane O'Neill, Hugh y Ever, se convertirían en jefes dentro del clan O'Neill de la zona.  Aquella familia les había salvado de niños cuando su padre había sido asesinado y fueron conocidos desde entonces como el Clan Shanes. En 1593, el Conde de Tyrone hizo matar al jefe del Clan Shane y la familia eligió a Hugh MacShane como su nuevo jefe. Esta rama de la familia O'Neill ha llevado desde entonces el apellido MacShane en honor a su lealtad a Shane O'Neill y a sus hijos. Hugh McShane O'Neill reinó hasta 1622 y sus hijos y nietos sirvieron como jefes de la familia, en el Úlster, Irlanda, y España en los siguientes doscientos años.
Algunos de los MacShane supervivientes recibieron considerables extensiones de tierra tras la fuga de los condes. Esto dispersó al clan por la provincia y debilitó su influencia. Brian, hijo de Hugh, Jefe del McShane O'Neill dirigió al clan en el 1642 durante la rebelión de 1641 y las guerras confederadas, y luchó contra Oliver Cromwell en el período de la muerte de su primo Owen Roe O'Neill en 1649 y hasta la victoria de Cromwell en 1653. Dos décadas más tarde, su hijo, Brian Og dirigió al clan en apoyo de Jacobo II.  Después de la derrota de las fuerzas Jacobitas, la familia fue "attainted" como rebeldes irlandeses en 1693, y Brian Og se exilió a Francia con Jaime II.  Su heredero, Owen McHugh O'Neill, abandonó el apellido O'Neill nombre, y tomó sólo McShane como se establecía en lasLeyes Penales irlandesas, en un intento de conservar las propiedades de su padre.
Tras la caída de los O'Neill, muchos MacShanes siguieron los pasos de sus primos y emigraron a servir al ejército en España y Francia e incluso sirvieron en  regimientos irlandeses con sus anteriores enemigos, los descendientes de Hugh Rua O'Neill. A finales del siglo XVII, la línea del Conde se extinguió en el exilio, y los "Mac Shane" heredaron legalmente la jefatura y el título.  Esta línea está actualmente presente en la Principalidad gaélica, el condado de Tyrone, el vizcdonado de Montjuich, y varios señoríos en el Úlster.  Tras la retrocesión en marzo de 2015 del Attainder de Shane O'Neill de 1569, la familia ha visto reconocidos sus derechos legales al legado histórico de Conn Bacach O'Neill, Shane el Orgulloso, y Hugh O'Neill, Conde de Tyrone.
A comienzos del siglo XVIII, en un esfuerzo por conservar sus propiedades, muchos McShane tradujeron su apellido al inglés como Johnson.  Un buen ejemplo es el general William Johnson. Su padre había nacido McShane pero tradujo su nombre, lo que permitió a su hijo heredar las propiedades de tíos. A comienzos del siglo XIX, el apellido MacShane no aparece en la mayoría de los documentos oficiales, siendo sustituido por Johnson. Hoy el clan reconoce McShane, Johnson, Johnston, y Shane como elementos del familiares y está activo y viable en Úlster, América, y Australia. El liderazgo familiar desciende directamente de Conn, el hijo de Shane, a su hijo Hugh McShane O'Neill.